# ولهالا (نیویورک)
ولهالا (به انگلیسی: Valhalla) یک منطقهٔ مسکونی در ایالات متحده آمریکا است که در شهرستان وستچستر، نیویورک واقع شده‌است. ولهالا ۲٫۱ کیلومتر مربع مساحت و ۳٬۱۶۲ نفر جمعیت دارد و ۷۸ متر بالاتر از سطح دریا واقع شده‌است.